# Sveti Filip i Jakov
Sveti Filip i Jakov é um município (Općina) da Croácia localizado no condado de Zadar.